# Salsola cycloptera
Salsola cycloptera är en amarantväxtart som beskrevs av Otto Stapf. Salsola cycloptera ingår i släktet sodaörter, och familjen amarantväxter. Inga underarter finns listade i Catalogue of Life.